# Oreste Pelagatti
Oreste Pelagatti (Civitella del Tronto, 1944 – Firenze, 2002) è stato un drammaturgo italiano.
È stato un autore tra i più apprezzati del teatro brillante contemporaneo. Il suo lavoro si è caratterizzato anche per la riscoperta del genere parodistico e di rivista, negli anni settanta e ottanta. Agli inizi degli anni ottanta ha fondato una sua compagnia teatrale a Firenze, dove per molti anni ha vissuto, conducendo la doppia attività di scrittore e ricercatore universitario per il CNR. 
L'allora Compagnia Cenacolo delle Follie ha trovato la sua casa stabile presso il centralissimo Teatro di Cestello, dove tuttora è attiva sotto il nome di Cenacolo dei Giovani. Oreste Pelagatti è scomparso nel gennaio del 2002. A Civitella del Tronto è stato istituito un premio letterario a lui dedicato che è ancora in vigore.
Tra le sue opere più note si ricordano "Scandalo Medici Gonzaga"," La Divina Commedia", "Amore in panchina", "Il Ragazzo di San Frediano", la rivista satirica "Quel lazzarone di Nerone", "Una notte sul Nilo" e la riduzione teatrale de "Le sorelle Materassi", ultima opera nella quale ha recitato Wanda Pasquini.
| Controllo di autorità | VIAF (EN) 191925906 · ISNI (EN) 0000 0003 5680 4254 · SBN CFIV254292 · LCCN (EN) nr2002032335 |